# Cratocnema bicolor
Cratocnema bicolor är en stekelart som beskrevs av Szepligeti 1914. Cratocnema bicolor ingår i släktet Cratocnema och familjen bracksteklar. Inga underarter finns listade i Catalogue of Life.